# بومی‌پوترا (مالزی)

درصد جمعیت بومی‌پوترا غیر مالایی (قبایل بومی) بر اساس سرشماری سال ۲۰۲۰، بر مبنای منطقه

بومی‌پوترا (به انگلیسی: Bumiputera)(جاوه‌ای: بوميڤوترا‎, سانسکریت: भूमिपुत्र) اصطلاحی در مالزی است که برای توصیف مردم مالایی، قدیمی‌ترین اقوام بومی شبه‌جزیره مالزی، و بومیان مختلف مالزی شرقی استفاده می‌شود. (بخش تعریف رسمی را ببینید). این اصطلاح در بعضی مواقع باعث چالش شده و در جهان مالایی کاربرد مشابهی دارد، در برونئی و اندونزی از آن استفاده مشابهی می‌شود.

این اصطلاح از سانسکریت گرفته شده است که بعد در لغت مالایی کلاسیک، bhumiputra [سانسکریت "भूमिपुत्र]، جذب گردید، که تحت اللفضی می‌تواند پسر سرزمین یا پسر وطن ترجمه شود، در اندونزی این اصطلاح به پری بومی معروف است.
در دههٔ ۱۹۷۰، دولت مالزی سیاستهای برنامه‌ریزی شده‌ای را برای حمایت از بومی‌پوترا اجرا نمود (از جمله تبعیض مثبت در آموزش عمومی و حوزه عمومی) برای افزایش جایگاه اجتماعی- اقتصادی جامعه بومی پوترایی که از لحاظ وضعیت اقتصادی ضعیف بودند وتنش زایی بحران درون قومی که در رخداد ۱۳ مه در سال ۱۹۶۹ اتفاق افتاده بود با اعطای جایگاه ویژه و بالاتری به آنها نسبت به چینی‌های مالزی، بیشتر مالایی‌ها را آرام نمود. در ابتدا، قصد بر این بود که این طرح یک اقدام موقتی باشد ولی این سیاست هنوز هم ادامه دارد و از آن به عنوان تبعیض نژادی توصیف می‌گردد. هرچند این سیاست در رضایت مندی مردم طبقه متوسط مالایی شهری و بورنئو موفق عمل نموده است، ولی در ریشه کن نمودن فقر در میان جامعه روستایی موفقیت کمتری داشته است.